# Serwinów
Serwinów – przysiółek wsi Dobromierz w Polsce, położony w województwie dolnośląskim, w powiecie świdnickim, w gminie Dobromierz. Miejscowość należy do sołectwa Dobromierz. W latach 1975–1998 miejscowość administracyjnie należała do województwa wałbrzyskiego.